# Dorieus de Rhodes
Dorieus de Rhodes, fils cadet de Diagoras de Rhodes, est un pancratiaste grec. Il est trois fois vainqueur au pancrace lors des 87e, 88e et 89e jeux olympiques en 432, 428 et 424 av. J.-C.
Ce champion fut trois fois periodonikès, c'est-à-dire vainqueur lors de chacun des quatre grands Jeux sacrés au cours du même cycle de quatre ans. À ses trois victoires à Olympie, il ajouta quatre victoires à Delphes entre 438 et 426 (une des victoires à Delphes ayant même été obtenue « akoniti », sans que personne n'ose s'opposer à lui), huit à l'Isthme de 438 à 424 et sept à Némée de 437 à 425. Il triompha également quatre fois aux Panathénées, quatre fois aux Asklépieia d'Épidaure, trois fois aux Hécatombiaia d'Argos et trois fois aux Lycaia d'Arcadie. Dorieus eut également une activité politique notable dirigée contre Athènes. Installé à Thourioi, il rejoignit les Lacédémoniens (Spartiates). 
Compte tenu de la durée de son règne (estimé à quinze années) et de son intensité (22 couronnes dans les grands Jeux sacrés en seize années de compétition au plus haut niveau), Dorieus de Rhodes doit être considéré comme le meilleur pancratiaste de l'Antiquité, et probablement même de tous les temps.
L'auteur Pausanias le Périégète décrit dans son Elide tout un groupe de statues iconiques (littéralement « à l'image de leurs modèles »), aperçues à Olympie, qu'il désigne sous le nom de Diagorides. Il s'agit de la célèbre famille de Diagoras de Rhodes : des vainqueurs olympiques (« olympioniques ») en pugilat ou en pancrace sur trois générations. Diagoras, avec ses quatre coudées et cinq dactyles (doigts) est le plus grand de tous : approximativement 1,95 m (6′ 5″). Ses fils, dont Dorieus, mesurent environ quatre coudées soit 1,80 m (5′ 11″).